# Euagra cerymica
Euagra cerymica là một loài bướm đêm thuộc phân họ Arctiinae, họ Erebidae.